# Тирпешть
Тирпешть, Тирпешті (рум. Târpești) — село у повіті Нямц в Румунії. Входить до складу комуни Петрікань.
Село розташоване на відстані 302 км на північ від Бухареста, 24 км на північ від П'ятра-Нямца, 87 км на захід від Ясс.

## Населення
За даними перепису населення 2002 року у селі проживали 1352 особи, з них 1351 особа (99,9%) румунів. Рідною мовою 1350 осіб (99,9%) назвали румунську.